# Карміель
Карміель (івр. כַּרְמִיאֵל) — місто в Північному окрузі Ізраїлю, друге за величиною місто округу.
Населення міста становить 50 тис. осіб (2006).

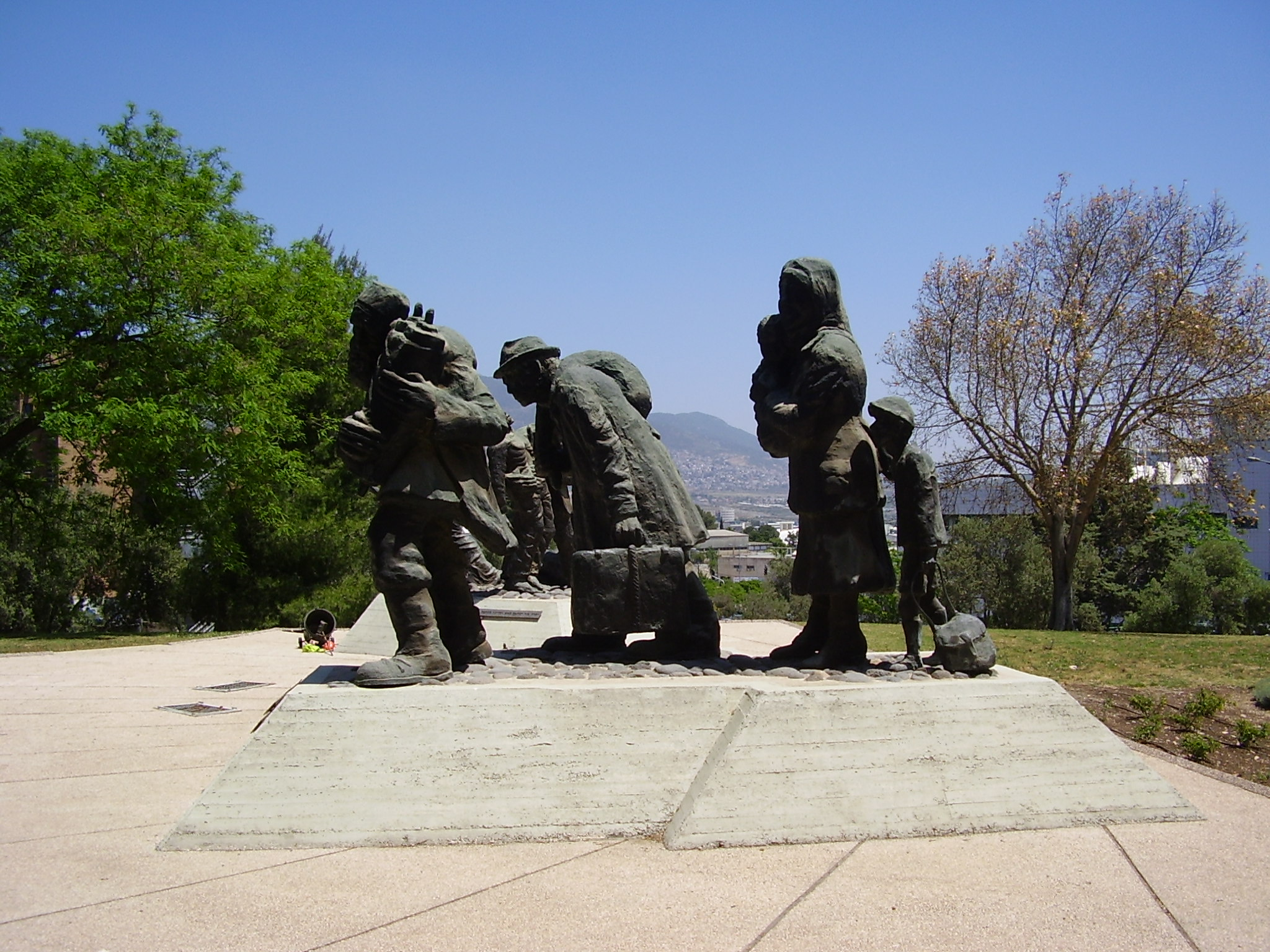
Пам'ятник жертвам холокосту
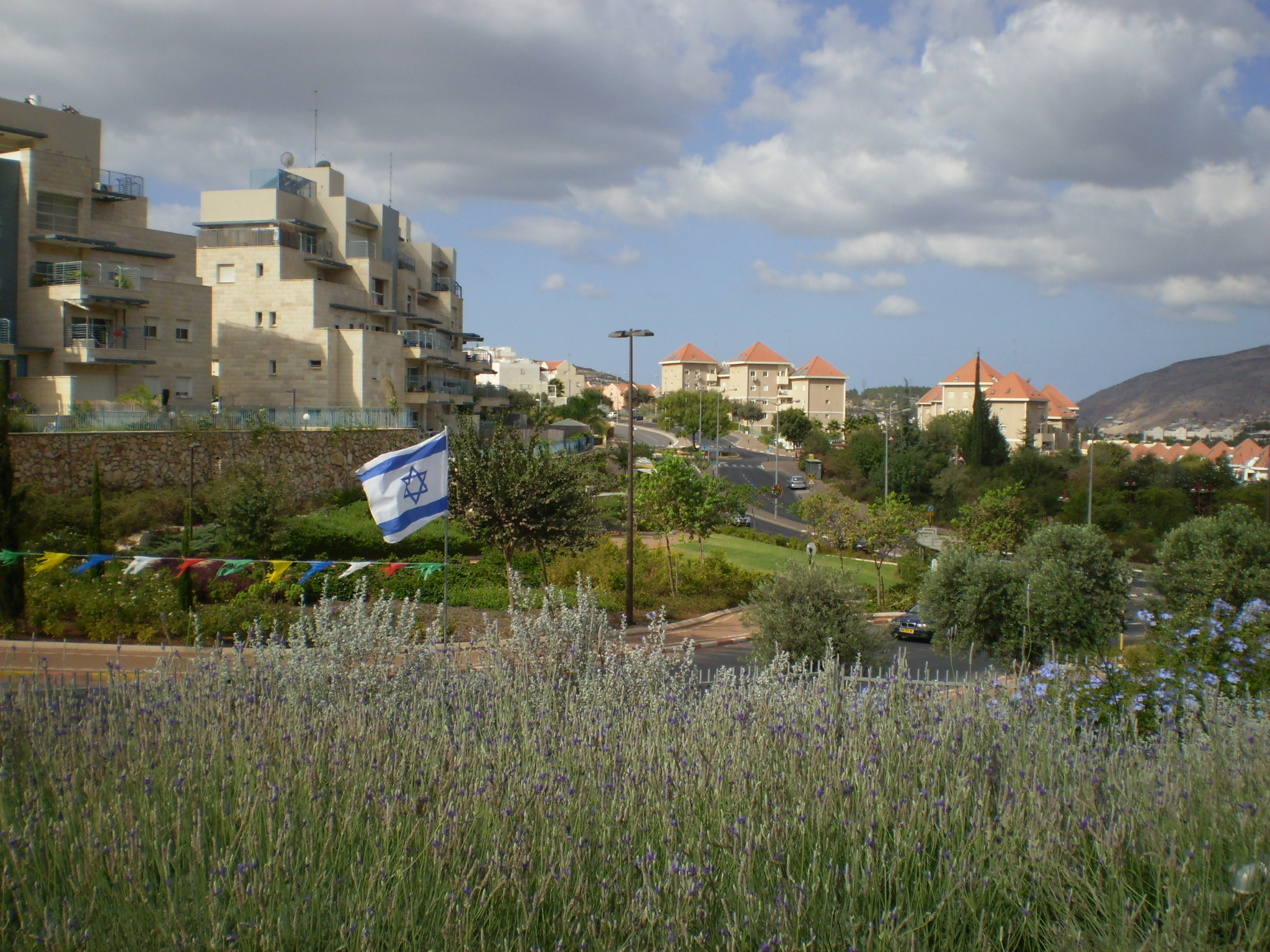
Вигляд з боку Сімейного парку
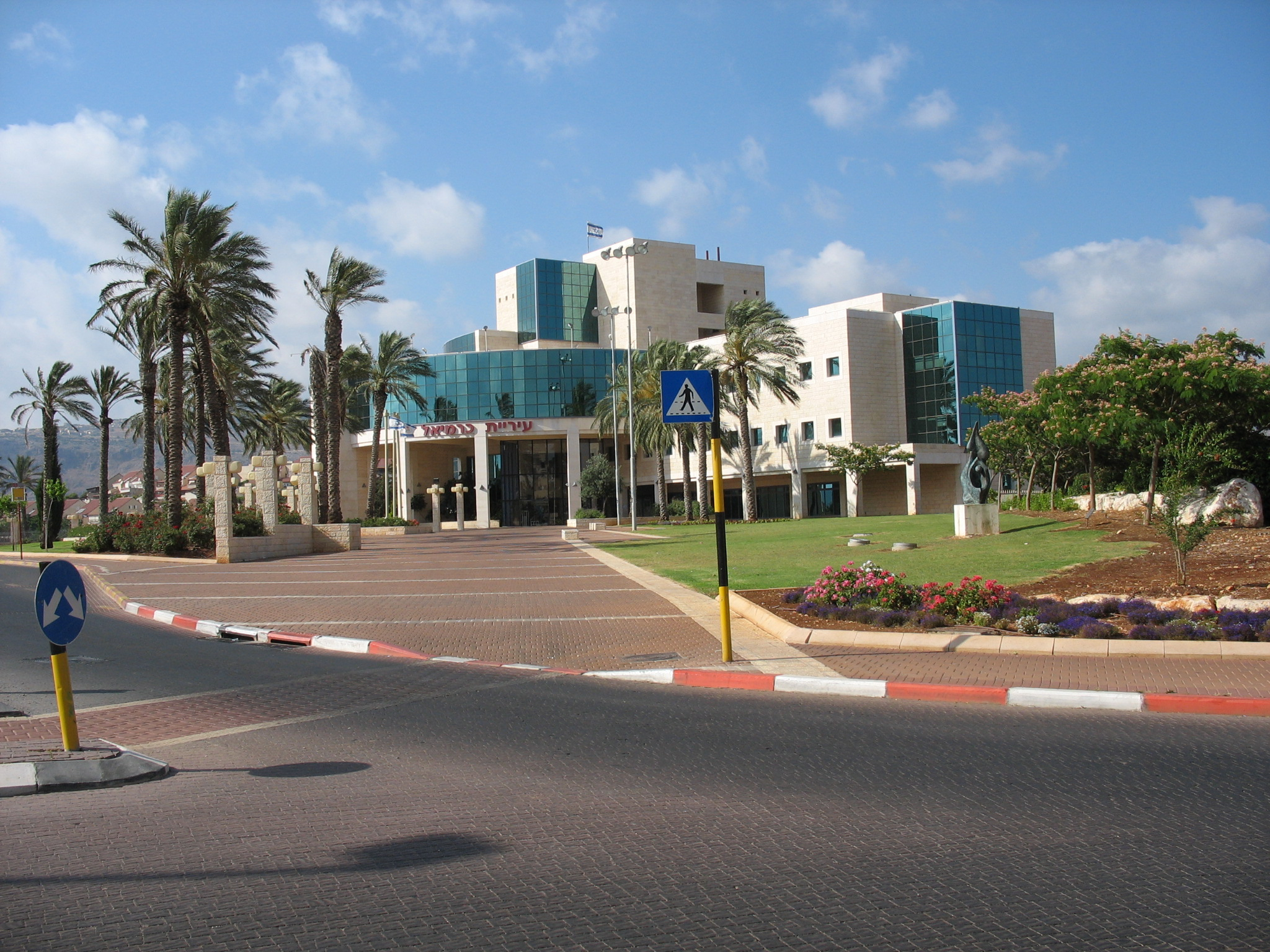
Муніципалітет
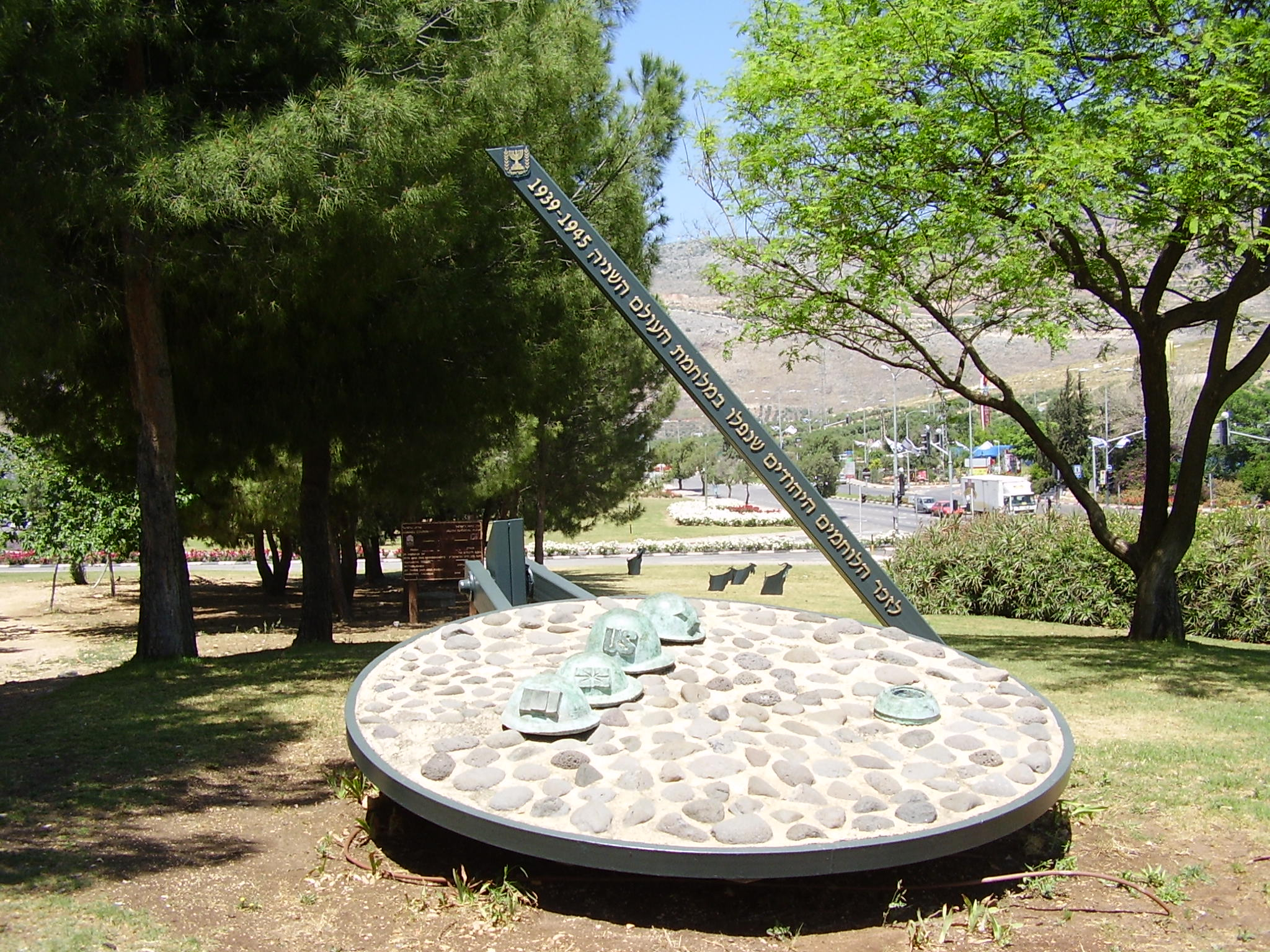
Пам'ятник воїнам Другої Світової війни
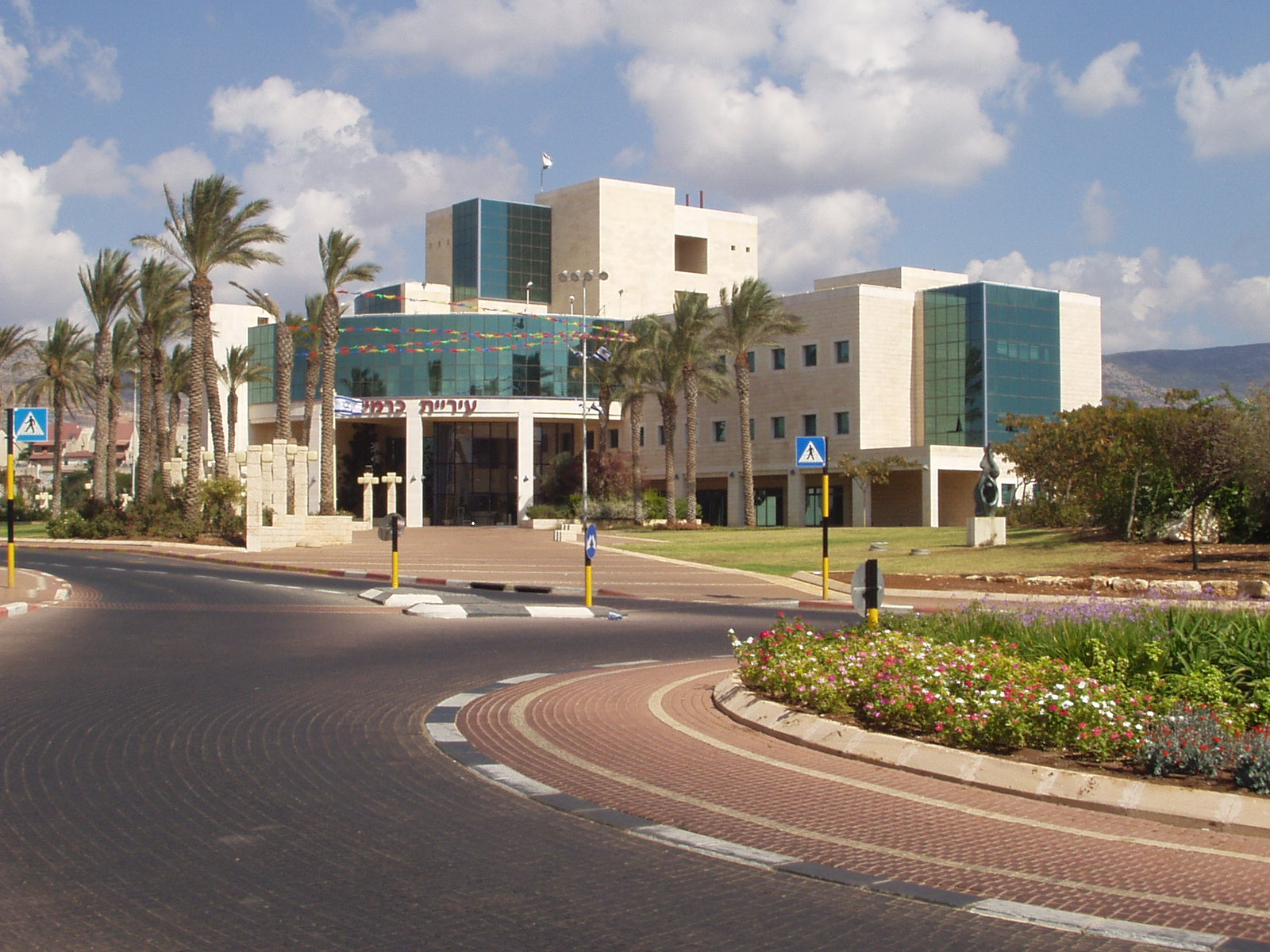
Муніципалітет